# Хавран
Хавран (тур. Havran) — город и район в провинции Балыкесир (Турция).

## История
Эти места в разные исторические периоды находились под властью Персидского царства, державы Александра Македонского, Рима, Византии. В XII—XIV веках за эти земли боролись курды и турки, пока они окончательно не вошли в состав Османской империи.
В 1920—1922 году район Хаврана находился под греческой оккупацией, и был освобождён в результате Думлупынарского сражения.